# (What's the Story) Morning Glory?
(What's the Story) Morning Glory? är ett musikalbum av det brittiska rockbandet Oasis, släppt den 2 oktober 1995.
Efter den kritikerrosade debuten med Definitely Maybe etablerade (What's the Story) Morning Glory? Oasis som ett av världens största band under 1990-talet. (What's The Story) Morning Glory? har sålts i över 23 miljoner exempler världen över. I Storbritannien gick albumet direkt upp på albumlistans förstaplats och har där kommit att bli det tredje mest sålda genom tiderna (efter Beatles Sgt. Pepper's Lonely Hearts Club Band och Adeles 21). I USA placerade sig albumet som bäst fyra på albumlistan.
Låtarna "Don't Look Back in Anger" och "Wonderwall" är kanske gruppens mest kända. Dessa samt "Some Might Say" och "Roll with It" släpptes som singlar.
Omslagsbilden är fotograferad på Berwick Street i Soho, London.

## Låtlista
Samtliga låtar skrivna av Noel Gallagher, om inte annat anges.
1. "Hello" (Noel Gallagher, Gary Glitter, Mike Leander) - 3:32
2. "Roll with It" - 4:00
3. "Wonderwall" - 4:19
4. "Don't Look Back in Anger" - 4:48
5. "Hey Now!" - 5:41
6. "(Swamp Song Excerpt #1)" - 0:45
7. "Some Might Say" - 5:29
8. "Cast No Shadow" - 4:52
9. "She's Electric" - 3:41
10. "Morning Glory" - 5:03
11. "(Swamp Song Excerpt #2)" - 0:40
12. "Champagne Supernova" - 7:28

## Medverkande
- Liam Gallagher - sång, tamburin
- Noel Gallagher - sång, bakgrundssång, gitarr (solo)
- Paul "Bonehead" Arthurs - gitarr (rytm)
- Paul "Guigsy" McGuigan - bas
- Alan White - trummor
- Tony McCaroll - trummor (Endast "Some Might Say")